# Белые американцы
Бе́лый америка́нец (евроамерика́нец, часто используемый наравне с «европео́идный америка́нец», в пределах США просто «бе́лый») — жители  США (не испаноязычные), идентифицирующие себя с происхождением от любого из коренных народов Европы, Ближнего Востока или Северной Африки. Является обобщающим термином, официально используемым Бюро переписи населения США, Административно-бюджетным управлением и остальными правительственными организациями для обозначения граждан США или проживающих в стране иностранцев. Со второй половины XX века из-за относительно низкой иммиграции и падения рождаемости доля белых американцев начала быстро падать, сократившись с 89,9 % в 1940 году до 79,6 % в 1980 и до 57,8 % в 2020. Хотя представителей белой расы можно найти во всех регионах страны, в целой полосе южных и приморских штатов они уже не составляют, а в некоторых (Гавайи) никогда и не составляли большинства населения.

## Субэтносы
Немецкие американцы (16,5 %), ирландские американцы (11,9 %), английские американцы (9,0 %), итальянские американцы (5,8 %), польские американцы (3,3 %), французские американцы (3,1 %), шотландские американцы (1,9 %), нидерландские американцы (1,6 %), норвежские американцы (1,5 %), шведские американцы (1,4 %), русские американцы (1,0 %) и валлийские американцы (0,7 %) составляют 58,9 % «белого» населения. Белое испаноязычное население составляет 9,62 %, в основном это американцы мексиканского происхождения. До середины XX века между различными группами белого населения США существовала острая конкурентная борьба за раздел государственных ресурсов с элементами расовой (например, против итальянцев и италоамериканцев) и языковой (против каджунов, испаноамериканцев и т. д.) дискриминации. Знаменитый Ку-Клукс-Клан, членами которого являлись в основном так называемые белые англосаксонские протестанты (WASP), кроме чернокожих негров, активно преследовали католиков, и даже других «белых» — выходцев из стран средиземноморского бассейна (особенно это касалось итальянцев, греков, франкофонов), хотя отношение к евреям было гораздо более доброжелательным, чем в Европе. При этом долгое время негативной стереотипизации подвергались и выходцы из Ирландии (в основной своей массе католики). Постепенно открытая неприязнь между различными белыми группами исчезла, хотя её остатки по-прежнему заметны в некоторых регионах страны, особенно в крупных городах с их этнически разделёнными кварталами.

## Современные проблемы категоризации

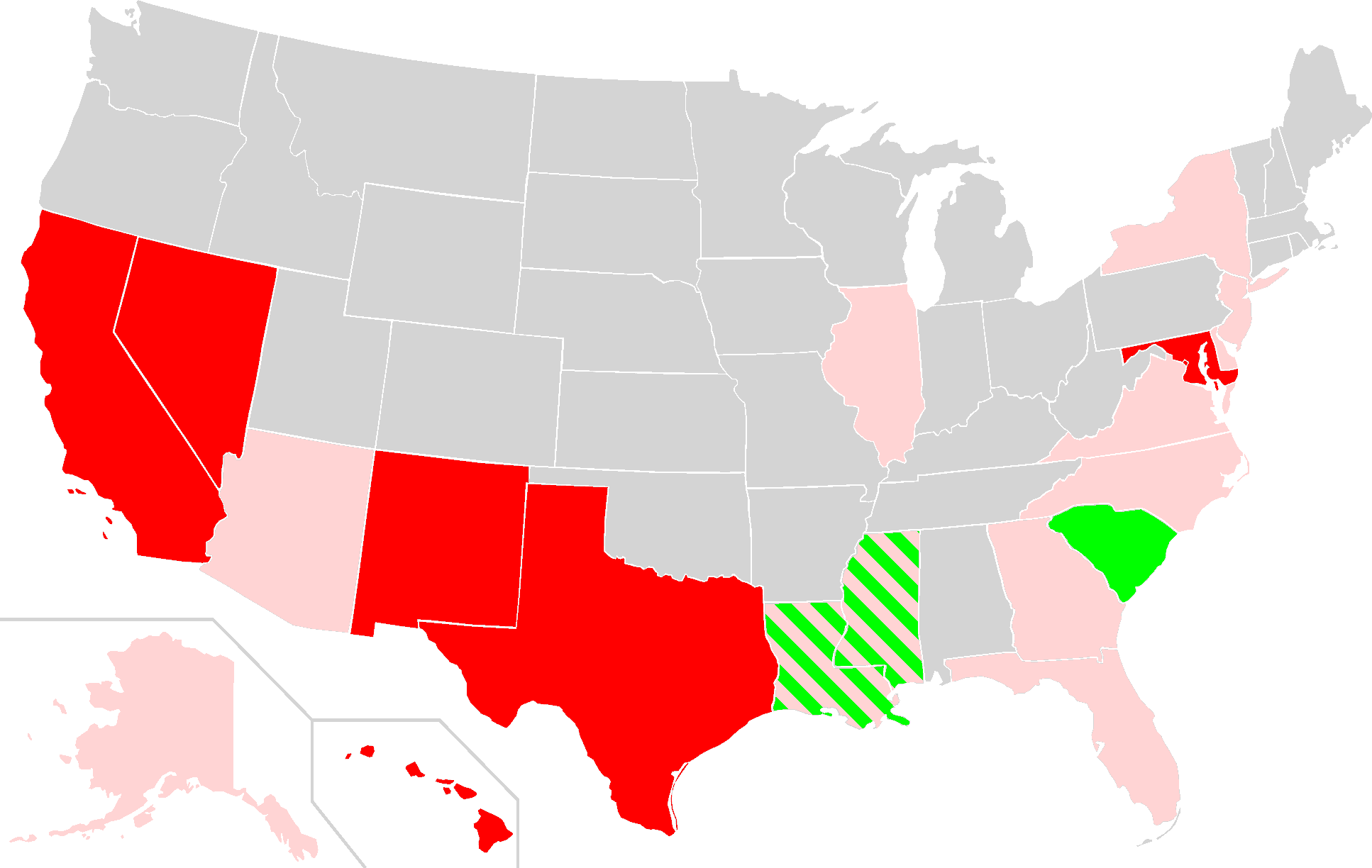
Штаты и округа США, в которых белое население
В настоящее время в меньшинстве (менее 50 % населения)
В настоящее время менее 60 % населения
Раньше было в меньшинстве

Белые составляют большинство американского населения — 57,8 % населения, однако их доля быстро сокращается. Белые расценены как социально и демографически доминирующая расовая группа в Соединённых Штатах. Спорным в расовом и этнокультурном отношении в современных США остается вопрос о причислении латиноамериканцев к белому населению. Это привело к возникновению и распространению статистической подкатегории неиспаноязычные белые (Non-Hispanic whites).

## Демография
Белые американцы в 1940 году
Белые американцы в 2020 году

В 1990-е годы демографическая ситуация белых американцев значительно ухудшилась: к концу десятилетия в 4-х штатах начала фиксироваться естественная убыль белого населения. К 2014 году зона естественной убыли белых нелатиноамериканцев охватила уже 18 штатов в самых разных регионах страны. За счёт этого в 2014, а затем и в 2015 годах, естественная убыль белого населения впервые наблюдалась по США в целом. Впрочем естественную убыль белых пока компенсирует небольшой миграционный прирост из таких стран как Польша, Румыния, Канада и др. Кроме этого, в самих США более взрослые поколения белых в значительной степени замещаются, а в некоторых регионах также отчасти и выдавливаются, более молодыми поколениями условно «цветных» мигрантов из стран Азии и Латинской Америки, а также их потомками. Особенно наглядно этот процесс демонстрирует Калифорния.